# جوناثان كابلان (كاتب)
جوناثان كابلان (بالإنجليزية: Jonathan Kaplan)‏ هو كاتب ومؤلف جنوب أفريقي، ولد في 1956 في جنوب أفريقيا.